# Eustomias insularum
Eustomias insularum är en fiskart som beskrevs av Clarke, 1998. Eustomias insularum ingår i släktet Eustomias och familjen Stomiidae. Inga underarter finns listade i Catalogue of Life.